# Felimida baumanni
Felimida baumanni es una especie de nudibranquio o babosa de mar de la familia Chromodorididae. Fue descrita originalmente como Chromodoris baumanni. (2) La especie fue nombrada así en honor al profesor de biología Anthony S. Baumann, miembro de la Orden de Frailes Menores, comúnmente conocidos como franciscanos. Esta especie fue asignada al género Felimida, con base en análisis moleculares utilizando dos marcadores mitocondriales, el citocromo oxidasa subunidad 1 (COI) y el 16S rRNA (16S). Como otras especies de dóridos, esta especie se alimenta de esponjas.

## Nombre común
- Español: babosa de mar.

## Clasificación y descripción de la especie
La región dorsal es de color amarillo claro. Toda la parte del manto con muchos puntos pequeños de color rojo, incluso en el pie. Los puntos pueden ser tan densos que el organismo puede parecer de color rojo. Las branquias son unipinadas, de color blanco y con la parte apical roja. Los rinóforos son del mismo color del cuerpo, con la parte apical roja y las puntas de color blanco. Alcanza hasta los 65 mm de longitud.

## Distribución de la especie
Esta especie fue descrita por primera vez en Isla San Francisco, Baja California. Se distribuye en la costa este del océano Pacífico, desde el golfo de California hasta Panamá, incluyendo las islas Galápagos y la Isla de Malpelo.

## Ambiente marino
Habita en zonas costeras rocosas y poco profundas.

## Estado de conservación
No se encuentra bajo ninguna categoría de riesgo.